# Ksour (Bordj Bou Arreridj)
Ksour (în arabă القصور) este o comună din provincia Bordj-Bou-Arreridj, Algeria.
Populația comunei este de 11.814 locuitori (2008).